# Hans Herrmann
För andra betydelser, se Hans Herrmann (olika betydelser).

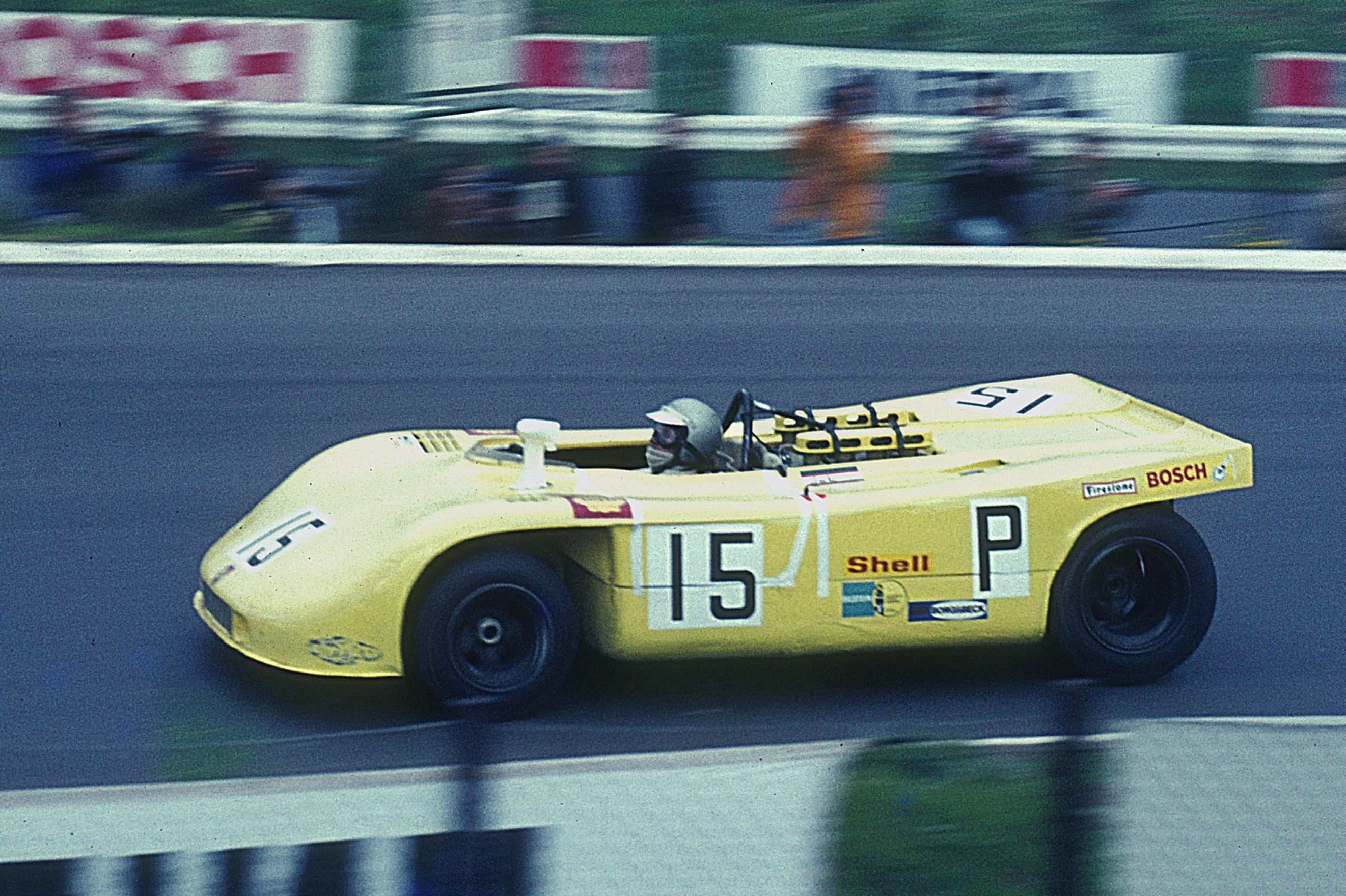
Herrmann i en Porsche 908/03 1970.

Hans Herrmann, född 23 februari 1928 i Stuttgart, är en tysk tidigare racerförare.

## Racingkarriär
Herrmann tävlade senare i sportvagnsracing och han vann Le Mans 24-timmars tillsammans med Richard Attwood i en Porsche 917 1970.

## F1-karriär
| Säsong | Stall/Tillverkare                                    | Poäng | Placering |
| ------ | ---------------------------------------------------- | ----- | --------- |
| 1953   | Hans Herrmann (Veritas)                              | 0     | –         |
| 1954   | Mercedes-Benz                                        | 8     | 7         |
| 1955   | Mercedes-Benz                                        | 1     | 22        |
| 1957   | Maserati Scuderia Centro Sud (Maserati)              | 0     | –         |
| 1958   | Scuderia Centro Sud (Maserati) Jo Bonnier (Maserati) | 0     | –         |
| 1959   | Scuderia Centro Sud (Cooper-Maserati) BRP (BRM)      | 0     | –         |
| 1960   | Porsche                                              | 1     | 26        |
| 1961   | Porsche                                              | 0     | –         |